# Dasylagon
Dasylagon – rodzaj błonkówek z rodziny męczelkowatych. Gatunkiem typowym jest Dasylagon aegeriae.

## Zasięg występowania
Ameryka Środkowa i Południowa - D. aegeriae  występuje w Kolumbii, zaś D. simulans w Brazylii i Hondurasie.

## Biologia i ekologia
Żywicielami przedstawicieli tego rodzaju są motyle z rodziny przeziernikowatych i Thyrididae.

## Systematyka
Do rodzaju zaliczane są 2 gatunki:
- Dasylagon aegeriae Muesebeck, 1958
- Dasylagon simulans Muesebeck, 1958